# Chiesa di São Miguel
La chiesa di San Michele (Igreja de São Miguel in portoghese) è un edificio di culto cattolico situata nella freguesia di Santa Maria Maior, nella capitale portoghese Lisbona.
Il tempio originale risale all'inizio dello stile nazionale portoghese, essendo stato completamente riedificato tra il 1673 e il 1720 in stile manierista e barocco. La facciata si sviluppa in altezza, con due torri campanarie. L'interno è a navata unica, con tetto fatto di legno e pannelli ornamentali.
Fu classificata Imóvel de Interesse Público per decreto 28/82, del 26 febbraio 1982.